# Konrad Oberhuber
Konrad Oberhuber (* 31. März 1935 in Linz; † 12. September 2007 in San Diego) war ein österreichischer Kunsthistoriker und langjähriger Direktor der Albertina.

## Leben
Konrad Oberhuber studierte Kunstgeschichte, Klassische Archäologie, Psychologie und Philosophie an der Universität Wien, wo er 1959 mit einer Arbeit über den Hofmaler Bartholomäus Spranger promoviert wurde. Er war zudem ausgebildeter Englisch-Dolmetscher. 1971 habilitierte er sich an der Universität Wien mit einer Schrift über den italienischen Renaissancemaler Raphael.
Er war Gastprofessor am Institute for Advanced Study in Princeton und an der Harvard University, seit 1984 ordentlicher Professor in Harvard.
1961 wurde Oberhuber  zum Kustos der Graphischen Sammlung Albertina bestellt, es folgten Tätigkeiten an der National Gallery of Art in Washington D.C. und am Institute for Advanced Study in Princeton, USA. 1987 wurde er Direktor der Albertina, ehe er 1999 von Klaus Albrecht Schröder abgelöst wurde.
Oberhuber wurde 2001 mit dem Österreichischen Ehrenkreuz für Wissenschaft und Kunst I. Klasse ausgezeichnet.
Er starb am 12. September 2007 in San Diego, wo er seit seiner Pensionierung mit seiner Familie lebte.